# Melisseus
Melisseus (grekiska Μελισσευς) var en kung av Kreta och personifierade honung och biodling i den grekiska mytologin.
Han var möjligtvis son till Uranos och Gaia och han hade två döttrar, nymferna Adrasteia och Idê.